# عبد المحسن الشمري (ممثل سعودي)
محسن الشمري (1 يناير 1980 -)، ممثل سعودي. بدأ مشواره الفني بعام 2005، من خلال شخصية أبو عمعوم في شريط ابوملوح التي بدأ منها بجلسة شبابية عبر مواقع التواصل الاجتماعي، وأول عمل تلفزيوني كان برنامج واي فاي الذي قدم منه اجزاء بعامي 2012 و2013 و2014.

## أعماله

### في التلفزيون
| سنة الإنتاج | اسم المسلسل            | الشخصية       |
| ----------- | ---------------------- | ------------- |
| 2012        | واي فاي                |               |
| 2013        | واي فاي - الجزء الثاني |               |
| 2013        | هتشقة - الجزء الثاني   |               |
| 2014        | واي فاي - الجزء الثالث |               |
| 2014        | فايف جي                |               |
| 2014        | طماشة - الجزء الخامس   |               |
| 2016        | واي فاي - الجزء الرابع |               |
| 2016        | شباب البومب 5          |               |
| 2017        | شباب البومب 6          |               |
| 2017        | سيلفي - الجزء الثالث   |               |
| 2017        | زواج آخر موديل         |               |
| 2018        | عوض أبا عن جد          |               |
| 2018        | شباب البومب 7          |               |
| 2018        | بدون فلتر              | ظهور مميز     |
| 2019        | هايبر لوب              | شخصيات متعددة |
| 2020        | مليار ريال             |               |
| 2020        | ضرب الرمل              |               |

### في المسرح
| سنة الإنتاج | اسم المسرحية    | الشخصية      |
| ----------- | --------------- | ------------ |
| 2019        | الذيب في القليب | ضابط المباحث |